# Jules Gervais-Courtellemont

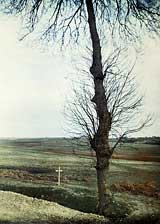
Osamělý kříž a suchý strom využil Courtellemont k dramatickému efektu

Jules Gervais-Courtellemont (1. července 1863 Avon – 31. října 1931 Coutevroult) byl francouzský fotograf, který během 1. světové války pořizoval barevné autochromy.

## Život a dílo
Narodil se v provincii Seine-et-Marne poblíž Paříže, ale vyrostl v Alžírsku, kde získal zálibu pro předkoloniální Orient a věnoval většinu své profesionální kariéry hledání exotiky. V roce 1894 konvertoval k islámu poutí do Mekky. Snímky pořízené v Turecku, Palestině, Egyptě, Tunisku, Španělsku, Indii, Maroku a Číně tvořily základ jeho populárních ilustrovaných přednášek, které doplňoval promítáním diapozitivů. Po vypuknutí první světové války se Courtellemont vrátil do své domácí provincie, aby dokumentoval válku. Po válce začal pracovat pro Američany, nakonec se stal fotografem National Geographic. V roce 1911 otevřel v Paříži budovu "Palais de l'autochromie", která se skládala z výstavní haly, studia, laboratoře a přednáškové síně s kapacitou 250 míst. Právě v této hale prezentoval své autochromy jak z Orientu, po roce 1914 z války, zvláště z bojových polí v Marne. Tyto přednášky se ukázaly být tak populární, že vydal dvanáctidílnou sérii později vázanou v knize Battle of Marne a později čtyřdílnou sérií nazvanou Bitva u Verdunu. Jedná se o jedny z prvních barevných válečných knih, které byly vydány. Mezi lety 1923 a 1925 napsal třídílné dílo nazvané La Civilization - Histoire sociale de l'humanité, ilustrované svými vlastními fotografiemi. Byl celoživotním přítelem romanopisce, orientalisty a fotografa Pierra Lotiho.
Zatímco více než 5 500 jeho autochromů se nachází v různých institucionálních sbírkách, jeho práce v soukromých rukou je poměrně vzácná a vyhledávaná. Courtellemon zemřel v roce 1931. Jeho německým protějškem je Hans Hildenbrand.

## Styl
Jeho práce vykazují dobrý smysl pro kompozici, dobré povědomí o souhře světla a barvy a orientaci na symbolismus. Krajina je pečlivě komponována, s patřičným důrazem na světlo a rámování obrazu. Ke zvýšení dramatického efektu využíval symboly, jako je osamělý kříž nebo suchý strom.

## Galerie

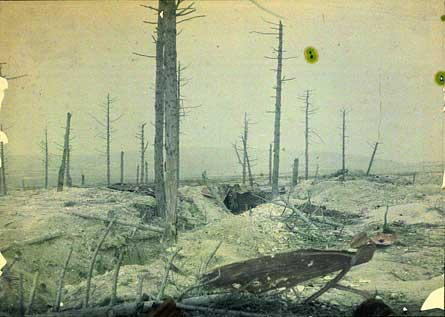
Zničená krajina na francouzské frontě
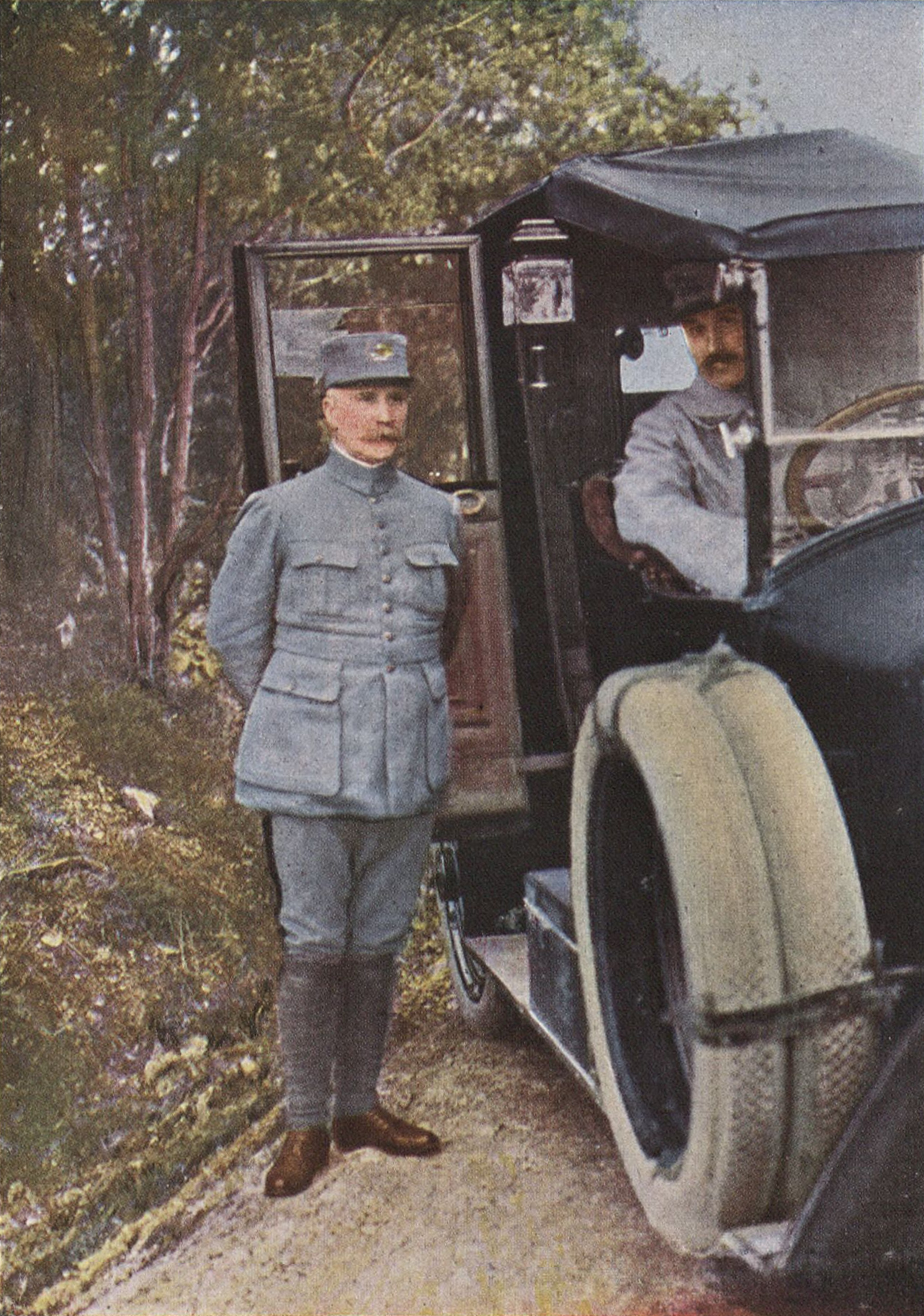
Generál Philippe Pétain
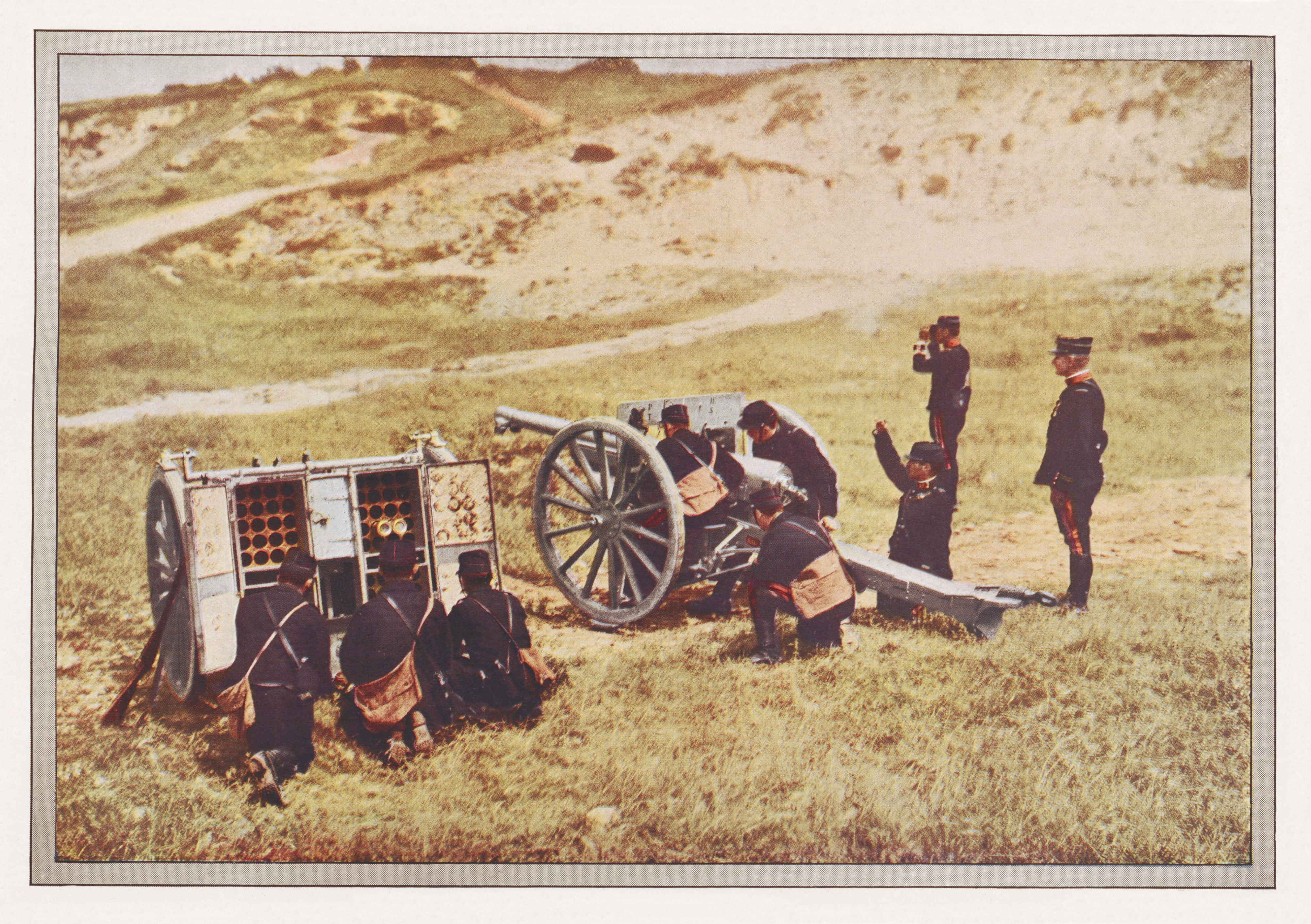
Muži Francouzského dělostřelectva a 75 mm děla
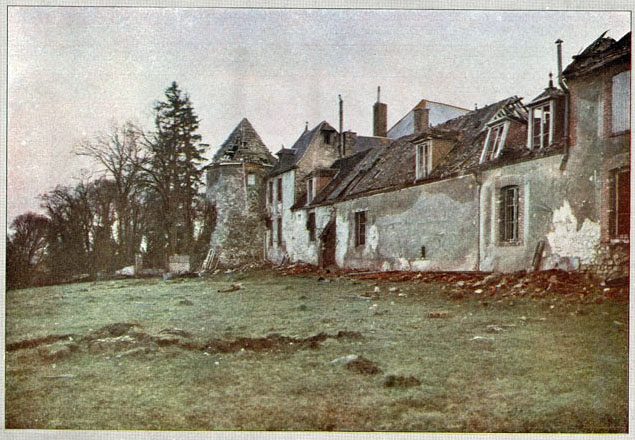
Zámek Mondement v Marais de Saint-Gond, 9. září 1914
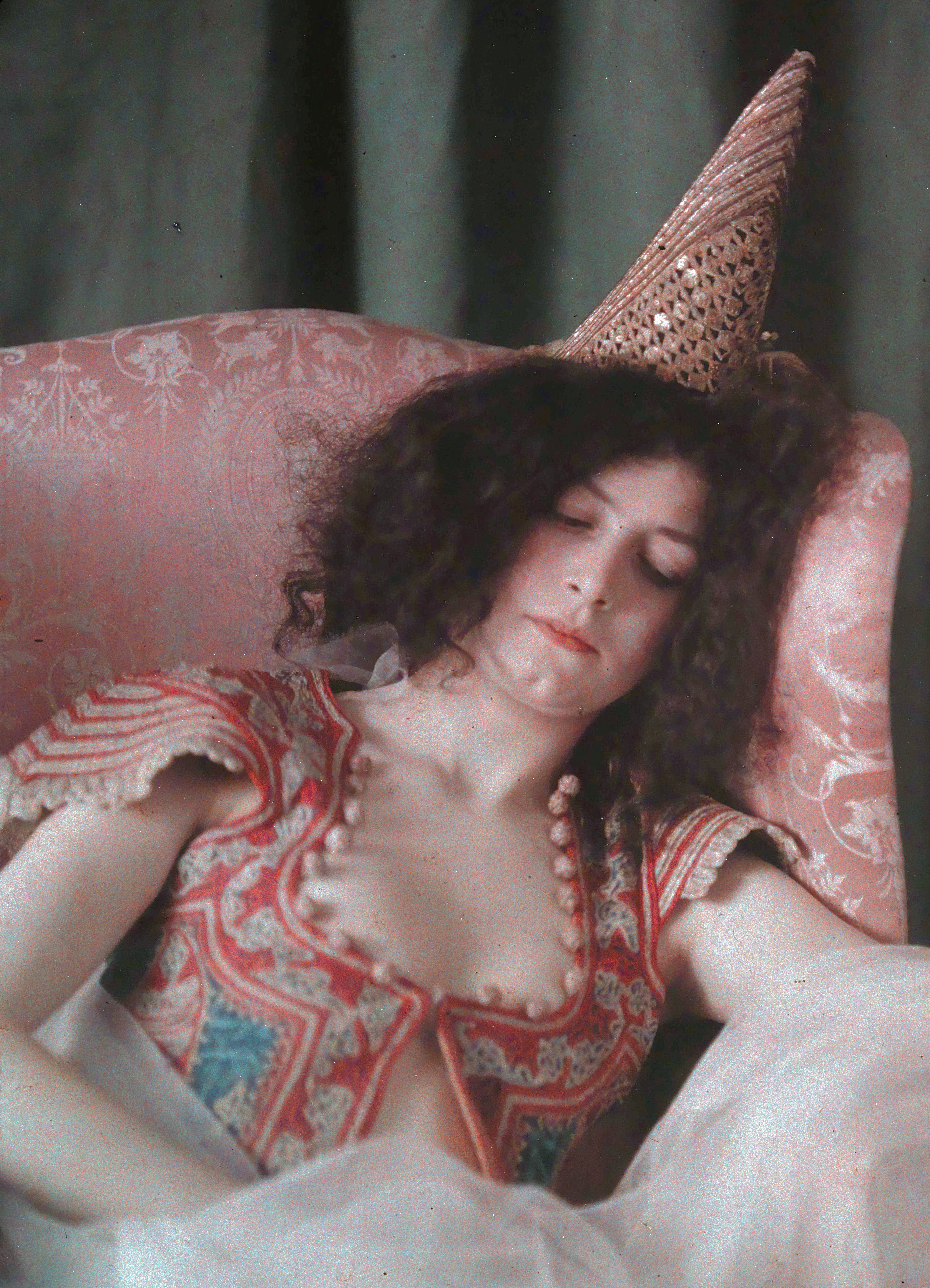
Spící žena v orientálním oblečení
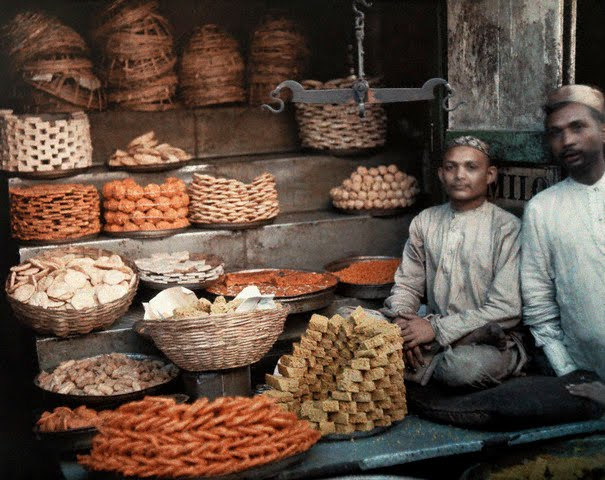
Dva obchodníci sedí u stánku s medovníky v Bombaji
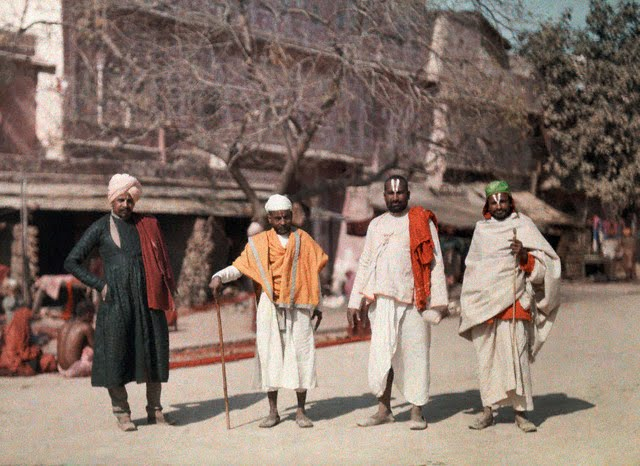
Čtyři stoupenci Višnua jdou společně po ulici
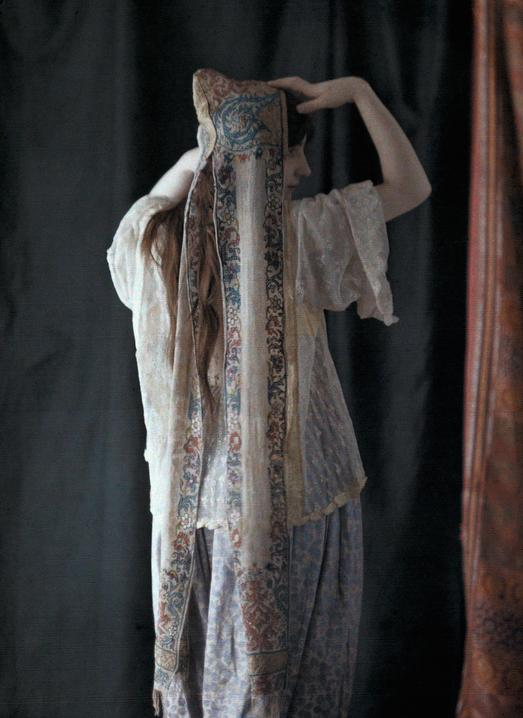
Alžírská žena si upravuje pokrývku hlavy, která se nosí pouze při slavnostních příležitostech, Alžírsko, 1928
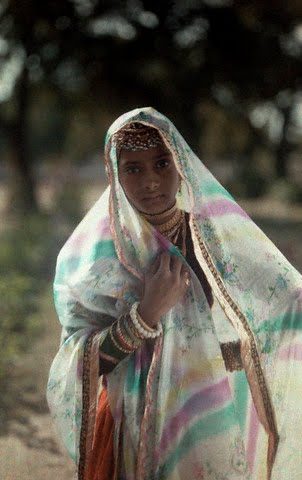
Hinduistická dívka pózuje na fotografii v pestrobarevném sárí
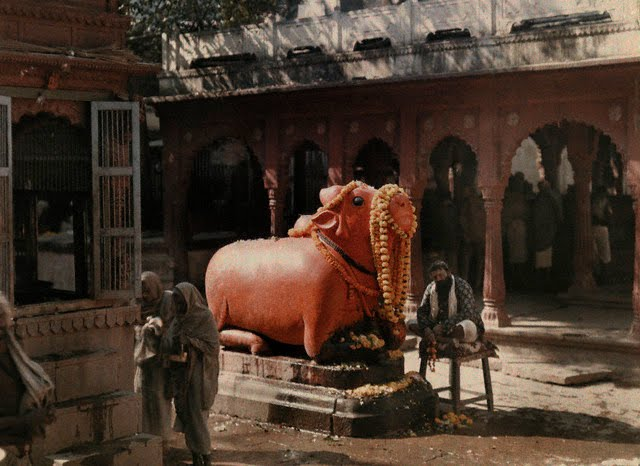
Na nádvoří Zlatého chrámu v Benares idol pokrytý květinami
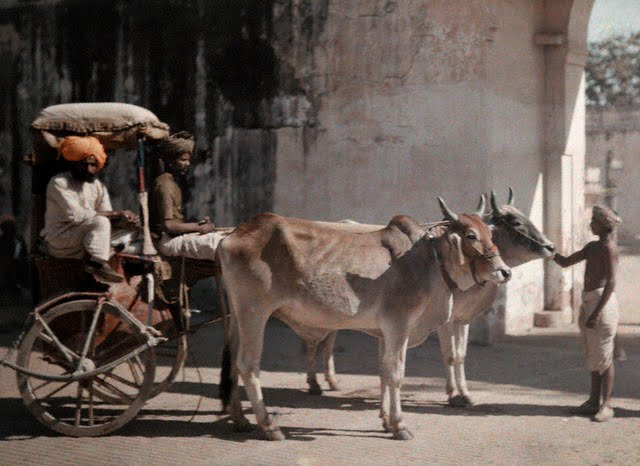
Kočár tažený dobytkem veze aristokracii, Jaipur
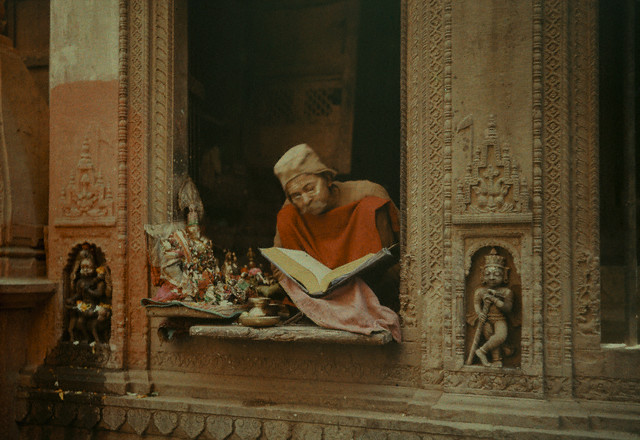
Brahman z Benares vysvětluje svou víru